# Maksymilian Węgrzynek
Maksymilian Węgrzynek (ur. 1892 w Rudniku nad Sanem, zm. 8 listopada 1944 w Nowym Jorku) – polski wydawca w Stanach Zjednoczonych, działacz społeczny Polonii amerykańskiej, współzałożyciel i prezes Komitetu Narodowego Amerykanów Polskiego Pochodzenia (KNAPP), współzałożyciel i pierwszy wiceprezes Kongresu Polonii Amerykańskiej. Współzałożyciel Instytutu Józefa Piłsudskiego w Ameryce. Wydawca gazety polskiej „Nowy Świat”

## Życiorys
Ukończył w Mielcu szkołę powszechną i gimnazjum filologiczne. W Rudniku organizował oddział Związku Strzeleckiego. 14 maja 1914 roku z 35 centami przybył do Nowego Jorku. Będąc poddanym austriackim nie uzyskał zezwolenia na wyjazd do Legionów. Studiował na Uniwersytecie Columbia i ukończył City College (1917). Po wojnie pracował dla „Telegramu Codziennego” i w amerykańskim Stowarzyszeniu Agencji Ogłoszeniowych. W 1922 r. został wydawcą, a w 1925 prezesem spółki wydającej „Nowy Świat”.
W roku 1932 w Nowym Jorku założył firmę Am-Pol INC. zajmującą się importem towarów z Polski. W 1936 roku miała ona ponad 3,5 mln obrotu rocznie, co stawiało ją na wysokim miejscu w nowojorskim świecie biznesu.
Udzielał się w pracach społecznych, m.in. prowadził zbiórkę na Fundusz Obrony Narodowej, był wiceprezesem Fundacji Kościuszkowskiej. Po wybuchu II wojny światowej zaangażował się w działania na rzecz obrony niepodległości Polski. Był założycielem i pierwszym prezesem Komitetu Narodowego Amerykanów Polskiego Pochodzenia (1942). Należał do inicjatorów utworzenia Instytutu Józefa Piłsudskiego w Ameryce. W 1944 r., na zjeździe założycielskim, wybrano go wiceprezesem Kongresu Polonii Amerykańskiej. Należał do krytyków polityki premiera Władysława Sikorskiego i Stanisława Mikołajczyka po układzie Sikorski-Majski, zarzucając obu politykom uległość wobec ZSRR w obliczu agresywnej polityki sowieckiej wobec Polski.